# Hemilissa quadrispinosa
Hemilissa quadrispinosa là một loài bọ cánh cứng trong họ Cerambycidae.